# A Wanderer Like You
A Wanderer Like You es el segundo y último álbum de estudio del músico estadounidense Steve Baron. Fue publicado en mayo de 1974 a través del sello discográfico Paramount. 

## Antecedentes
Steve Baron vino a vivir a Nueva York durante el resurgimiento del folk de principios de los años 1960 y ha estado escribiendo desde entonces. Él formó Steve Baron Quartet y grabó un álbum poco conocido en 1969, The Mother of Us All, que combinaba folk-rock barroco con algo de psicodelia, jazz, pop y baladas de cantautores de una manera inusual aunque errática.
Antes del álbum, Steve Baron había estado en The Hardly Worthit Players, un grupo satírico que tuvo un éxito top 20 (acreditado a Senator Bobby en 1967) con «Wild Thing».
Baron se tomó unos años de descanso, tocando sólo una cantidad modesta de conciertos y pasando por algunos cambios personales. En 1973, fue a Nashville, conoció a Pete Drake y comenzó a grabar con Drake como su productor. El resultado final de la amistad y la colaboración entre los dos fue el álbum A Wanderer Like You. Al volver a grabar algunas canciones que hizo en Otherway Records («Happiness Is Just Like Breathing Space», «Magic Magician») y escribir algunas nuevas especialmente, ha creado un conjunto de canciones suaves basadas en tradiciones folk, jazz y country.

## Recepción de la crítica
Un escritor no especificado de la revista Cash Box declaró: “Con letras evocadoras, melodías bonitas que nunca descienden a lo sensiblero y una voz con estilo, Baron debería obtener buenos resultados tanto con el público country-rock como posiblemente con el country”. Un escritor no especificado de Billboard escribió: “Excelente esfuerzo de este cantante/compositor/guitarrista, que pone en su trabajo una energía que no tienen algunas de las estrellas más importantes. Baron es capaz de tomar temas potencialmente mundanos y hacerlos interesantes a través de sus estilos de escritura y canto, y puede aprovechar la locura del country sin que parezca que está sacando provecho de ello”.

## Relanzamiento
A Wanderer Like You fue publicado en CD por primera vez en 2015 a través de Big Pink.

## Lista de canciones
Todas las canciones escritas y compuestas por Steve Baron, excepto donde esta anotado.
Lado uno
1. «I'm a Wanderer Like You» – 3:04
2. «Happiness Is Just Like Breathing Space» – 3:00
3. «Magic Magician» – 7:30
4. «Letting Go» – 3:27
5. «I've Thought a Little Bit» – 3:15

Lado dos
1. «Highwire» – 4:37
2. «There's No Place for Us (In the Garden)» – 4:23
3. «This Song's for Dancing» – 3:27
4. «You Were Just Dancing» – 4:37
5. «Everybody Wants to Get to Heaven (Still Another Version)» (Baron, Billy Meshsel) – 3:31

## Créditos y personal
Créditos adaptados desde las notas de álbum de A Wanderer Like You.
- Steve Baron – guitarra acústica en todas las canciones excepto «You Were Just Dancing», piano en «I've Thought a Little Bit» y «You Were Just Dancing»
- Jack Solomon – guitarra acústica en todas las canciones
- Pete Drake – guitarra de acero con pedal en «I'm a Wanderer Like You», «Happiness Is Just Like Breathing Space» y «There's No Place for Us (In the Garden)», dobro en «I've Thought a Little Bit», productor
- Larry London – batería en todas las canciones excepto «Happiness Is Just Like Breathing Space» y «I've Thought a Little Bit»
- Earl Ball – piano en todas las canciones excepto «Happiness Is Just Like Breathing Space», «I've Thought a Little Bit», «There's No Place for Us (In the Garden)» y «You Were Just Dancing»
- Mike Leech – bajo eléctrico en «I'm a Wanderer Like You», «Magic Magician», «Highwire», «There's No Place for Us (In the Garden)» y «You Were Just Dancing»
- Jimmy Colvard – guitarra líder en «I'm a Wanderer Like You», «Magic Magician», «Letting Go», «This Song's for Dancing» y «Everybody Wants to Get to Heaven (Still Another Version)»
- Lanny Avery – batería en «Happiness Is Just Like Breathing Space» y «I've Thought a Little Bit», batería de mano en «Magic Magician», bell tree en «There's No Place for Us (In the Garden)»
- Hoyet Henry – bajo eléctrico en todas las canciones excepto «Happiness Is Just Like Breathing Space» y «I've Thought a Little Bit»
- Henry Strzelecki – bajo eléctrico en «Letting Go» y «Everybody Wants to Get to Heaven (Still Another Version)»
- Dale Sellers – guitarra líder en «Highwire» y «You Were Just Dancing»
- Linda Hargrove – órgano en «Highwire»
- Tommy Cogbill – bajo eléctrico en «This Song's for Dancing»
- Pete Townshend – notas de álbum